# Ferran Vilajosana
Ferran Vilajosana i Sesé (Barcellona, 1988) è un attore spagnolo conosciuto principalmente per aver recitato nel film Tengo ganas de ti e nella telenovela Amare per sempre..

## Biografia
Vilajosana è nato a Barcellona nel 1988.

## Filmografia

### Cinema
- Passeig nocturn, regia di Oriol Rovira - cortometraggio (2007)
- Tiempo repetido, regia di Carles Velat Angelat - cortometraggio (2007)
- Sing for Darfur, regia di Johan Kramer (2008)
- M, un tren dalt d'un pont, regia di Cristobal Garrido (2011)
- Cool Rush, regia di Nicos Beatty - cortometraggio (2012)
- Tengo ganas de ti, regia di Fernando González Molina (2012)
- Naüt, regia di Xavier Biel (2013)
- Sympathy for Killers, regia di Victor Català - cortometraggio (2014)
- Australia, regia di Lino Escalera - cortometraggio (2017)
- Piscina, regia di Carlos Ruano - cortometraggio (2017)
- Gente que viene y bah, regia di Patricia Font (2019)
- Close to His Chest, regia di vari registi (2019)
- La Jauría, regia di C. Martín Ferrera (2019)
- Solsticio de verano, regia di Carlota González-Adrio - cortometraggio (2019)
- Chavalas, regia di Carol Rodríguez Colás (2021)
- La Entrega, regia di Pedro Díaz - cortometraggio (2022)

### Televisione
- El cor de la ciutat – serie TV, 1 episodio (2005)
- Club Super3 – serie TV, 23 episodi (2006-2014)
- El corazón del océano – serie TV, 6 episodi (2014)
- Amare per sempre (Amar en tiempos revueltos) – serie TV, 169 episodi (2014-2015)
- I Sing a Song About Bananas (una nit tropical amb Xavier Cugat), regia di Ester Nadal – film TV (2020)
- Com si fos ahir – serie TV, 8 episodi (2020)
- La importància de ser Frank, regia di Taida Martínez e David Selvas – film TV (2021)

## Riconoscimenti
- 2017 – Cortogenia
  - Miglior attore per Australia
- 2018 – Málaga Spanish Film Festival
  - Miglior attore in un cortometraggio per Australia
- 2018 – Sanford International Film Festival
  - Nomination Best Acting Ensemble per Piscina (con Álex Villazán)